# Caracladus avicula
Caracladus avicula är en spindelart som först beskrevs av Ludwig Carl Christian Koch 1869.  Caracladus avicula ingår i släktet Caracladus och familjen täckvävarspindlar. Inga underarter finns listade.